# Negreni (Cluj)
Negreni [neˈgrenʲ] (veraltet Fechetău; ungarisch Körösfeketetó) ist eine Gemeinde im Kreis Cluj in der Region Siebenbürgen in Rumänien.
Der Ort Negreni ist auch unter der ungarischen Bezeichnung Feketetó bekannt.

## Geographische Lage

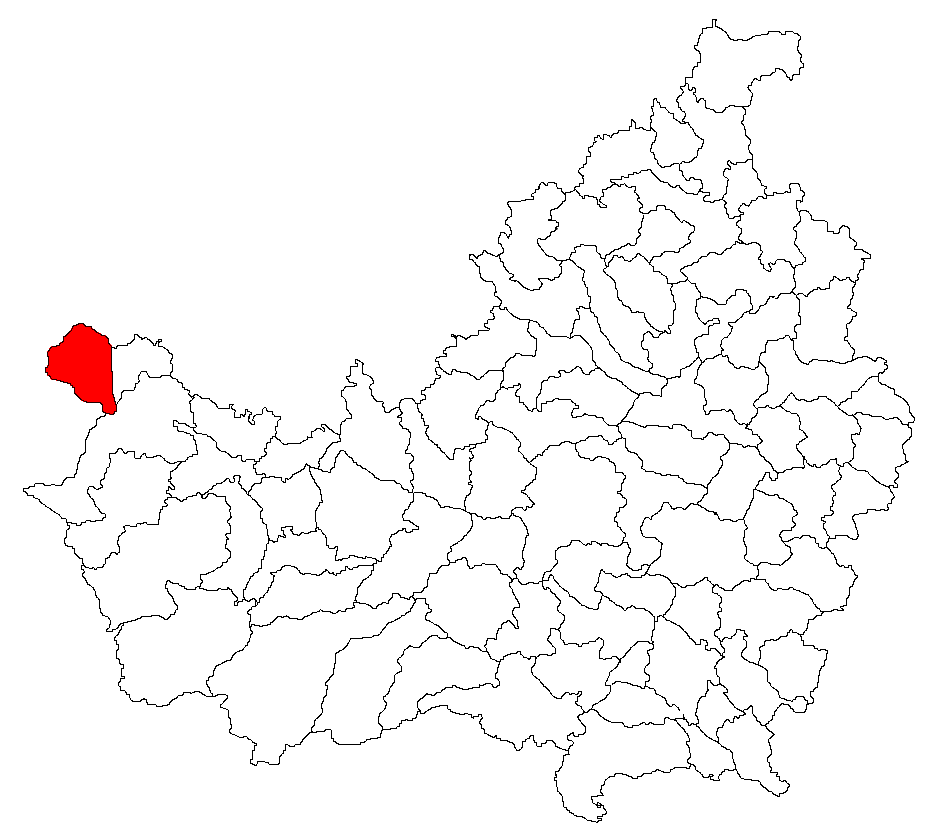
Lage der Gemeinde Negreni im Kreis Cluj

Die Gemeinde Negreni liegt in den Nordostausläufern des Vlădeasa-Gebirges (Munții Vlădeasa), ein Gebirgszug des Apuseni-Gebirges (Munții Apuseni) im Norden des Motzenlandes im Westen des Kreises Cluj. Am Oberlauf des Crișul Repede (Schnelle Kreisch), der Bahnstrecke Oradea–Cluj Napoca und der Nationalstraße 1 – Teilstrecke der Europastraße 60 – befindet sich der Ort Negreni etwa 30 Kilometer nordwestlich von der Kleinstadt Huedin und etwa 80 Kilometer nordwestlich von der Kreishauptstadt Cluj-Napoca (Klausenburg).
Die Gemeinde besteht aus insgesamt 30 Weiler. Von denen gehören 24 zum Gemeindezentrum Negreni und sechs zum eingemeindeten Dorf Bucea (ungarisch Királyhágó).

## Geschichte

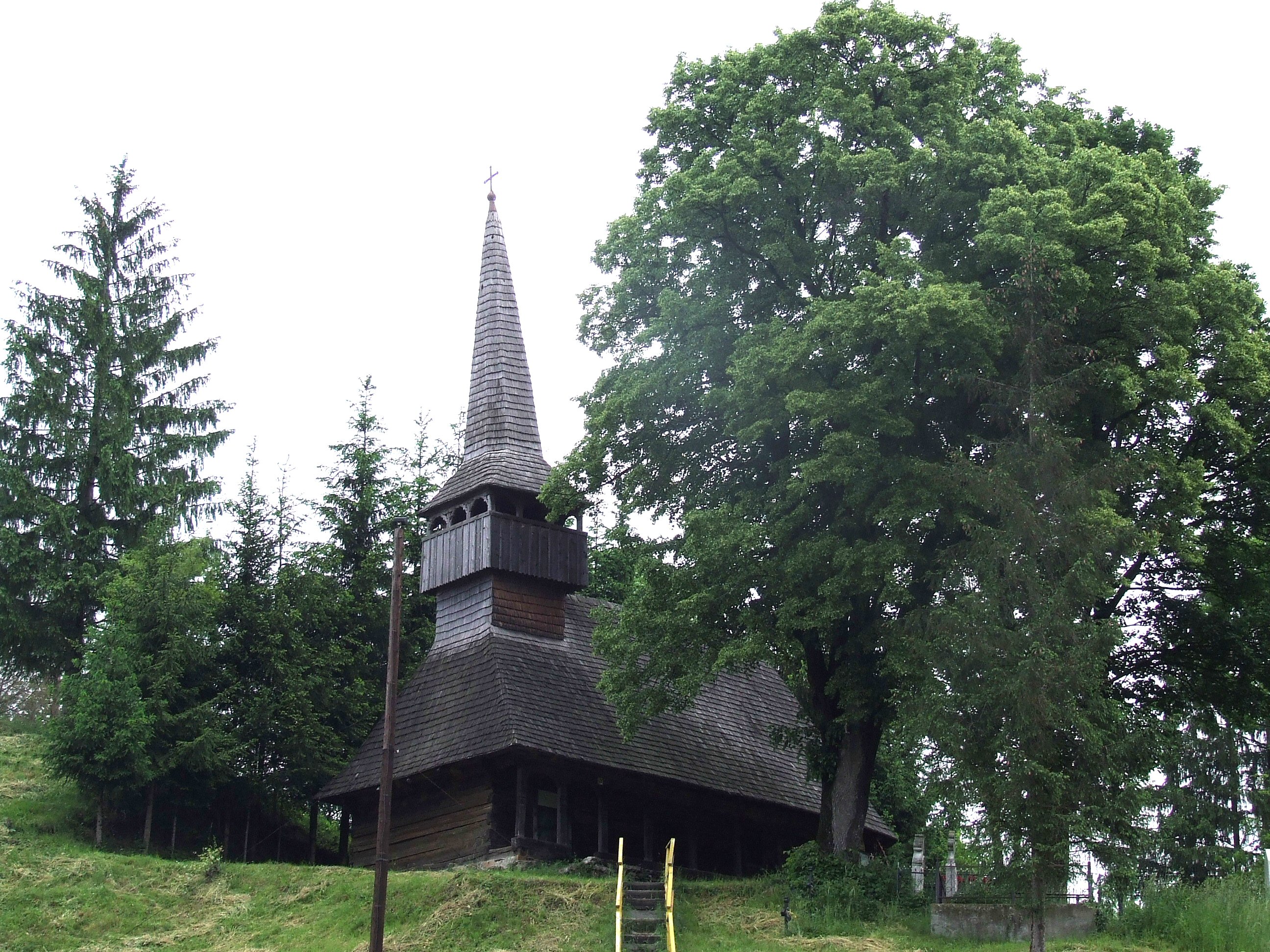
Holzkirche in Bucea

Der Ort Negreni wurde erstmals Ende des 13. Jahrhunderts in Schenkungen Stephan III. urkundlich erwähnt. Auf eine Besiedlung der Region seit der Römerzeit, deutet ein Erdwall, von den Einheimischen Cetatea Turcilor genannt, nördlich von Negreni gegenüber dem Bahnhof. Eine Festungsanlage wurde nach Angaben von Flóris Rómer auf dem Areal von den Einheimischen Cetaea Prilogului genannt, gefunden, dessen historische Zuordnung noch nicht bekannt ist.
Im Königreich Ungarn lag das heutige Gemeindezentrum im Stuhlbezirks Élesd (heute Aleșd) in der Gespanschaft Bihar. Anschließend gehörte die Gemeinde dem historischen Kreis Cluj und ab 1950 dem heutigen Kreis Cluj an. Bis Juli 2002 gehörten die drei Dörfer administrativ der Nachbargemeinde Ciucea an.
Das Gemeindefest „Târgul Coaselor“ (Der Sensen-Markt) soll den Beginn der Mähzeit ankündigen und der bekannte Herbstmarkt der Motzen „Târgul de toamnă de la Negreni“ findet jeweils am ersten Sonntag im Oktober statt.

## Bevölkerung
Die Bevölkerung der Gemeinde entwickelte sich wie folgt:
| 1880 | 2.238 | 1.585 | 61  | - | 103 |
| 1941 | 3.532 | 3.066 | 202 | 2 | 169 |
| 1977 | 3.105 | 3.040 | 33  | 2 | 30  |
| 2002 | 2.681 | 2.661 | 17  | - | 3   |
| 2011 | 2.321 | 2.195 | 11  | - | 115 |
| 2021 | 2.281 | 2.192 | 4   | 2 | 83  |

Seit 1880 wurde auf dem Gebiet der heutigen Gemeinde Negreni die höchste Einwohnerzahl 1941 und gleichzeitig die der Rumänen und der Magyaren registriert. Die höchste Einwohnerzahl der Roma (54) wurde 2011 und die der Rumäniendeutsche (4) 1900. Des Weiteren wurden bei fast jeder Volkszählung auch Slowaken registriert, die höchste Anzahl 169 waren es 1930.
Die Hauptbeschäftigung der Bevölkerung sind die Landwirtschaft und Holzverarbeitung.

## Sehenswürdigkeiten
- Auf dem Areal des Gemeindezentrums eine ehemalige rechteckige Römerburg, 46 Meter lang und 44,5 Meter breit,[4] heute ein Erdwall und von den Einheimischen Cetatea Turcilor genannt, steht unter Denkmalschutz.[9]
- Im eingemeindeten Dorf Bucea die Holzkirche Adormirea Maicii Domnului, 1791 errichtet, steht unter Denkmalschutz.[9]